# 전운종
전운종(1984년 1월 9일 ~ )은 대한민국의 배우이다.

## 드라마
- 《언터처블》 (2017년, JTBC) - 유제승 역
- 《모범택시 2》 (2023년, SBS) - 조민건 역

## 영화
- 《장수상회》 (2015년) - 목소리출연
- 《돌연변이》 (2015년) - 기자 8 역
- 《도깨비불》 (2015년) - 형원 역
- 《엽기적인 그녀 2》 (2016년) - 가든파티 게스트 역
- 《바운티 헌터스: 현상금사냥꾼》 (2016년) - 엄삼부하 역
- 《샬레》 (2016년) - 종훈
- 《침묵》 (2017년) - 경찰서 근무자1
- 《여중생A》 (2018년) - 진상조사단2
- 《창궐》 (2018년) - 관아주민3 역
- 《샘》 (2018년) - 레오킴 역
- 《얼굴없는 보스》 (2019년) - 차준영 형사 역
- 《풀 하우스》 (2019년) - 길우 역
- 《해치지않아》 (2020년) - 출동경찰 2 역
- 《굿타임》 (2020년) - 준성 역
- 《이름 없는 바다》 (2020년) - 준성 역
- 《더스트맨》 (2021년) - 병수 역
- 《캐논볼》 (2021년) - 기자 역
- 《라스트 컷》 (2021년) - 류만식 역 (단편)
- 《효자》 (2022년) - 길호 역
- 《서울의 봄》 (2023년) - 2공수 변 소령 역 (첫 천만영화)
- 《노량: 죽음의 바다》 (2023년) - 왜군 포로 역